# 張正一
張正一，字子明，浙江金華府金華縣人，明朝政治人物、進士出身。
鄉試三十名。洪武四年，會試第七名，登進士三甲，授東昌府華縣縣丞。